# Ari-Pekka Nikkola
Ari-Pekka Nikkola (ur. 16 maja 1969 w Kuopio) – fiński skoczek narciarski i trener, dwukrotny złoty medalista olimpijski w drużynie, siedmiokrotny medalista mistrzostw świata, zdobywca Pucharu Świata, zwycięzca Letniego Grand Prix oraz dwukrotny medalista mistrzostw świata juniorów.

## Kariera
W Pucharze Świata zadebiutował w sezonie 1985/1986 w wieku 16 lat. W swoim pierwszym konkursie, w niemieckim Oberstdorfie zajął 12. miejsce, co oznaczało, że w swoim debiucie od razu zdobył punkty. Do końca 1986 roku jeszcze tylko raz zdobył punkty i w klasyfikacji generalnej zajął 47. miejsce. Sezon 1986/1987 przyniósł mu pierwsze sukcesy. 10 stycznia 1987 roku po raz pierwszy w karierze stanął na podium, zajmując trzecie miejsce w konkursie Pucharu Świata w czechosłowackim Štrbskim Plesie. Niecały miesiąc później Nikkola wywalczył indywidualnie złoty medal na mistrzostwach świata juniorów w Asiago, a wraz z kolegami był trzeci w konkursie drużynowym. Te wyniki sprawiły, że młody Nikkola został członkiem seniorskiej reprezentacji Finlandii na mistrzostwach świata w Oberstdorfie w 1987 roku. Na dużej skoczni zajął 11. miejsce, a na normalnym obiekcie był szósty, tracąc do brązowego medalisty, Vegarda Opaasa z Norwegii równo dwa punkty. W konkursie drużynowym wspólnie z Mattim Nykänenem, Tuomo Ylipullim i Pekką Suorsą wywalczył złoty medal. Cały sezon zakończył na 10. miejscu w klasyfikacji generalnej, cztery razy stawał na podium, w tym dwukrotnie zwyciężył.
Jego pierwszym międzynarodowym startem w 1988 roku były igrzyska olimpijskie w Calgary. W indywidualnych startach zajął 15. miejsce na normalnej skoczni oraz 16. miejsce na dużej. Znacznie lepiej zaprezentował się w konkursie drużynowym, gdzie pomógł kolegom w wywalczeniu złotego medalu olimpijskiego. Do końca tego sezonu nie stawał już na podium. Cztery drugie i dwa trzecie miejsca w sezonie 1988/1989 dały mu piąte miejsce w klasyfikacji generalnej. Na mistrzostwach świata w Lahti w 1989 roku wywalczył srebrny medal na dużej skoczni ustępując jedynie Jensowi Weißflogowi z NRD, a na normalnej był czwarty, przegrywając walkę o brązowy medal z Mattim Nykänenem. Ponadto wraz z Jarim Puikkonenem, Mattim Nykänenem i Risto Laakkonenem zdobył kolejny złoty medal w konkursie drużynowym.
Sezon 1989/1990 był jednym z najlepszych w jego karierze. Dziesięciokrotnie stawał na podium, w tym czterokrotnie zwyciężał, co pozwoliło mu na triumf w klasyfikacji generalnej. Zajął także szóste miejsce na mistrzostwach świata w lotach narciarskich w Vikersund oraz piąte w 38. edycji Turnieju Czterech Skoczni.
Rok później zdobył swoje pierwsze punkty Pucharu Świata w lotach narciarskich po tym jak zajął drugie i dziewiąte miejsce w austriackim Tauplitz. Dało mu to ósmą pozycję w klasyfikacji sezonu 1990/1991. W PŚ w skokach zajął piąte miejsce w klasyfikacji generalnej, pięciokrotnie stawając na podium, był także szósty w 39. Turnieju Czterech Skoczni. Podczas mistrzostw świata w Val di Fiemme w 1991 r. na dużym obiekcie zajął 31. miejsce. O wiele lepiej poszło mu w zawodach na skoczni normalnej, gdzie zdobył brązowy medal, przegrywając z mistrzem świata Heinzem Kuttinem o 3,3 pkt. Podczas zawodów drużynowych na dużym obiekcie, startując wraz z Risto Laakkonenem, Vesą Hakalą i Raimo Ylipullim, zdobył srebrny medal, przegrywając z drużyną Austrii o 8,1 pkt.
Podczas igrzysk w Albertville Ari-Pekka Nikkola zdobył swój drugi i ostatni medal olimpijski. Wspólnie z Tonim Nieminenem, Risto Laakkonenem i Miką Laitinenem odniósł drugie olimpijskie zwycięstwo w konkursie drużynowym. W konkursach indywidualnych zaprezentował się jednak słabiej, zajmując 53. miejsce na normalnej skoczni oraz 16. miejsce na dużej. W sezonie 1991/1992 Pucharu Świata dwukrotnie stawał na podium i w klasyfikacji generalnej zajął ostatecznie 12. miejsce. Kolejny sezon był najgorszym w karierze Fina. Wystartował tylko w trzech konkursach PŚ ani razu nie zdobywając punktów, wobec czego nie został sklasyfikowany w klasyfikacji końcowej. Nie brał także udziału w mistrzostwach świata w Falun w 1993 roku.
W sezonie 1993/1994 jego najlepszym wynikiem w PŚ było czwarte miejsce w konkursie w Lahti. Mimo wszystko Nikkola znalazł się w fińskiej kadrze na igrzyska w Lillehammer, gdzie zaprezentował się lepiej niż w Albertville, ale medalu nie zdobył. Indywidualnie był szesnasty na normalnym obiekcie, a na dużej skoczni zajął 22. miejsce. W konkursie drużynowym zastąpił go Janne Ahonen. W lecie 1994 roku wziął udział w pierwszej edycji Letniego Grand Prix w skokach narciarskich zajmując drugie miejsce w klasyfikacji generalnej, za Takanobu Okabe z Japonii.
Kolejne trofeum Nikkola zdobył w 1995 roku podczas mistrzostw świata w Thunder Bay, gdzie razem z Janim Soininenem, Janne Ahonenem oraz Miką Laitinenem zdobył kolejny złoty medal w konkursie drużynowym. Indywidualnie zaprezentował się tylko w konkursie na normalnej skoczni zajmując 23. miejsce. W całym sezonie 1994/1995 tylko raz stanął na podium: 21 stycznia 1995 roku w japońskim Sapporo zajął trzecie miejsce. W klasyfikacji generalnej PŚ w skokach był ósmy, a w lotach dziesiąty. Zajął także czwarte miejsce w klasyfikacji 43. Turnieju Czterech Skoczni, tracąc do trzeciego miejsca blisko 10 punktów.
W Letnim Grand Prix 1995 Fin był trzeci, wyprzedzili go jedynie Austriak Andreas Goldberger oraz Japończyk Kazuyoshi Funaki. Wysoką formę Nikkola potwierdził zimą dwunastokrotnie stawając na podium, dzięki czemu w klasyfikacji generalnej sezonu 1995/1996 zajął drugie miejsce, ustępując tylko Goldbergerowi. Drugi był także w 44. Turnieju Czterech Skoczni po tym, jak zajął piąte miejsce w Oberstdorfie, szóste w Garmisch-Partenkirchen, piąte w Innsbrucku oraz trzecie w Bischofshofen. Na mistrzostwa świata w lotach w Tauplitz był szósty, w swoim najlepszym skoku uzyskując odległość 183 metrów. Zajął ponadto piąte miejsce w klasyfikacji generalnej sezonu 1995/1996 PŚ w lotach.
W 1996 roku zwyciężył w trzeciej edycji Letniego Grand Prix, w czterech z pięciu konkursów stawał na podium (dwa razy wygrał i dwa razy był drugi). Swoje ostatnie trofeum zdobył na mistrzostwach świata w Trondheim, gdzie razem z Ahonenem, Soininenem i Laitinenem zdobył kolejny złoty medal w drużynie. Na tych samych mistrzostwach był także czwarty na dużej skoczni, przegrywając walkę o brązowy medal z Sylvainem Freiholzem ze Szwajcarii. W sezonach 1996/1997 i 1997/1998 nie osiągał sukcesów w Pucharze Świata poza dwoma trzecimi miejscami: w Innsbrucku w styczniu 1997 roku i w Oberstdorfie w grudniu tego samego roku. Ostatnią dużą imprezą Fina były igrzyska olimpijskie w Nagano, gdzie był piętnasty na normalnej skoczni, na dużej zajął 31. miejsce, a w konkursie drużynowym Finowie z Nikkolą w składzie zajęli piąte miejsce.
Łącznie w zawodach Pucharu Świata 42 razy stawał na podium, w tym dziewięć razy zwyciężał. Ostatni międzynarodowy występ zanotował 8 marca 1998 roku w Lahti. Karierę zakończył w 1998 roku.

## Emerytura
Po zakończeniu kariery został trenerem w klubie Puijon Hiihtoseura. Od 2002 roku był asystentem Tommiego Nikunena, głównego trenera reprezentacji Finlandii, pełnił też nadzór nad treningiem skokowym specjalistów kombinacji norweskiej. W 2003 roku został trenerem Funakiego. W kwietniu 2006 r. został trenerem słoweńskiej kadry B, a w styczniu 2007 r. zastąpił Vasję Bajca na stanowisku trenera kadry A. W 2006 roku starał się o posadę trenera polskich skoczków, przegrał ze swoim rodakiem Hannu Lepistö. Od 2010 roku jest trenerem fińskiej kadry juniorów.

## Osiągnięcia

### Igrzyska olimpijskie
| Miejsce | Dzień     | Rok  | Miejscowość | Konkurs                         | Wynik     | Strata     | Zwycięzca        |
| ------- | --------- | ---- | ----------- | ------------------------------- | --------- | ---------- | ---------------- |
| 15.     | 14 lutego | 1988 | Calgary     | Skocznia normalna indywidualnie | 190.7 pkt | -38.4 pkt  | Matti Nykänen    |
| 16.     | 23 lutego | 1988 | Calgary     | Skocznia duża indywidualnie     | 189.0 pkt | -35.0 pkt  | Matti Nykänen    |
| 1.      | 24 lutego | 1988 | Calgary     | Skocznia duża drużynowo         | 634.4 pkt | –          | –                |
| 53.     | 9 lutego  | 1992 | Albertville | Skocznia normalna indywidualnie | 162.8 pkt | -60.0 pkt  | Ernst Vettori    |
| 1.      | 14 lutego | 1992 | Albertville | Skocznia duża drużynowo         | 644.4 pkt | –          | –                |
| 30.     | 16 lutego | 1992 | Albertville | Skocznia duża indywidualnie     | 149.4 pkt | -90.1 pkt  | Toni Nieminen    |
| 22.     | 20 lutego | 1994 | Lillehammer | Skocznia duża indywidualnie     | 170.7 pkt | -103.8 pkt | Jens Weißflog    |
| 16.     | 25 lutego | 1994 | Lillehammer | Skocznia normalna indywidualnie | 231.0 pkt | -51.0 pkt  | Espen Bredesen   |
| 15.     | 11 lutego | 1998 | Nagano      | Skocznia normalna indywidualnie | 205.5 pkt | -29.0 pkt  | Jani Soininen    |
| 31.     | 15 lutego | 1998 | Nagano      | Skocznia duża indywidualnie     | 94.3 pkt  | -178.0 pkt | Kazuyoshi Funaki |
| 5.      | 17 lutego | 1998 | Nagano      | Skocznia duża drużynowo         | 833.9 pkt | -99.1 pkt  | Japonia          |

### Mistrzostwa świata
| Miejsce | Dzień     | Rok  | Miejscowość   | Konkurs                         | Wynik     | Strata    | Zwycięzca       |
| ------- | --------- | ---- | ------------- | ------------------------------- | --------- | --------- | --------------- |
| 11.     | 15 lutego | 1987 | Oberstdorf    | Skocznia duża indywidualnie     | 197.6 pkt | -18.4 pkt | Andreas Felder  |
| 1.      | 17 lutego | 1987 | Oberstdorf    | Skocznia duża drużynowo         | 634.1 pkt | –         | –               |
| 6.      | 20 lutego | 1987 | Oberstdorf    | Skocznia normalna indywidualnie | 213.8 pkt | -10.6 pkt | Jiří Parma      |
| 4.      | 20 lutego | 1989 | Lahti         | Skocznia duża indywidualnie     | 201.5 pkt | -17.0 pkt | Jari Puikkonen  |
| 1.      | 22 lutego | 1989 | Lahti         | Skocznia duża drużynowo         | 645.0 pkt | –         | –               |
| 2.      | 26 lutego | 1989 | Lahti         | Skocznia normalna indywidualnie | 110.5 pkt | -4.0 pkt  | Jens Weißflog   |
| 31.     | 10 lutego | 1991 | Val di Fiemme | Skocznia duża indywidualnie     | 147.4 pkt | -70.1 pkt | Franci Petek    |
| 2.      | 14 lutego | 1991 | Val di Fiemme | Skocznia duża drużynowo         | 562.8 pkt | -4.8 pkt  | Austria         |
| 3.      | 16 lutego | 1991 | Val di Fiemme | Skocznia normalna indywidualnie | 219.6 pkt | -3.3 pkt  | Heinz Kuttin    |
| 23.     | 12 marca  | 1995 | Thunder Bay   | Skocznia normalna indywidualnie | 199.0 pkt | -67.0 pkt | Takanobu Okabe  |
| 1.      | 16 marca  | 1995 | Thunder Bay   | Skocznia duża drużynowo         | 889.0 pkt | –         | –               |
| 27.     | 22 lutego | 1997 | Trondheim     | Skocznia normalna indywidualnie | 229.0 pkt | -34.5 pkt | Janne Ahonen    |
| 1.      | 27 lutego | 1997 | Trondheim     | Skocznia duża drużynowo         | 955.3 pkt | –         | –               |
| 4.      | 1 marca   | 1997 | Trondheim     | Skocznia duża indywidualnie     | 235.5 pkt | -16.6 pkt | Masahiko Harada |

### Mistrzostwa świata w lotach
| Miejsce | Dzień     | Rok  | Miejscowość | Konkurs            | Wynik     | Strata    | Zwycięzca          |
| ------- | --------- | ---- | ----------- | ------------------ | --------- | --------- | ------------------ |
| 6.      | 25 lutego | 1990 | Vikersund   | Loty indywidualnie | 339.2 pkt | -18.5 pkt | Dieter Thoma       |
| 6.      | 11 lutego | 1996 | Tauplitz    | Loty indywidualnie | 684.6 pkt | -53.5 pkt | Andreas Goldberger |

### Mistrzostwa świata juniorów
| Miejsce | Dzień    | Rok  | Miejscowość | Konkurs                         | Wynik | Strata | Zwycięzca |
| ------- | -------- | ---- | ----------- | ------------------------------- | ----- | ------ | --------- |
| 1.      | 2 lutego | 1987 | Asiago      | Skocznia normalna indywidualnie | ?     | –      | –         |
| 3.      | 4 lutego | 1987 | Asiago      | Skocznia normalna drużynowo     | ?     | ?      | NRD       |

### Puchar Świata

#### Miejsca w klasyfikacji generalnej
- sezon 1985/1986: 47.
- sezon 1986/1987: 10.
- sezon 1987/1988: 19.
- sezon 1988/1989: 5.
- sezon 1989/1990: 1.
- sezon 1990/1991: 5.
- sezon 1991/1992: 12.
- sezon 1992/1993: –
- sezon 1993/1994: 16.
- sezon 1994/1995: 8.
- sezon 1995/1996: 2.
- sezon 1996/1997: 12.
- sezon 1997/1998: 29.

#### Miejsca na podium chronologicznie
| Nr  | Data             | Miejscowość              | Skocznia                   | Nota      | Pozycja | Strata    | Zwycięzca          |
| --- | ---------------- | ------------------------ | -------------------------- | --------- | ------- | --------- | ------------------ |
| 1.  | 11 stycznia 1987 | Szczyrbskie Jezioro      | MS 1970 B                  | 220.2 pkt | 3.      | -6.4 pkt  | Vegard Opaas       |
| 2.  | 28 lutego 1987   | Lahti                    | Salpausselkä               | 216.3 pkt | 1.      | –         | –                  |
| 3.  | 4 marca 1987     | Örnsköldsvik             | Paradiskullen              | 233.7 pkt | 1.      | –         | –                  |
| 4.  | 21 marca 1987    | Oslo                     | Holmenkollbakken           | 226.2 pkt | 2.      | -2.9 pkt  | Andreas Felder     |
| 5.  | 18 grudnia 1988  | Sapporo                  | Ōkurayama                  | 218.1 pkt | 2.      | -3.9 pkt  | Jan Boklöv         |
| 6.  | 4 stycznia 1989  | Innsbruck                | Bergisel                   | 214.5 pkt | 2.      | -0.5 pkt  | Jan Boklöv         |
| 7.  | 6 stycznia 1989  | Bischofshofen            | Paul-Ausserleitner-Schanze | 217.0 pkt | 2.      | -1.5 pkt  | Mike Holland       |
| 8.  | 14 stycznia 1989 | Liberec                  | Ještěd                     | 211.0 pkt | 3.      | -2.5 pkt  | Jon Inge Kjørum    |
| 9.  | 8 marca 1989     | Örnsköldsvik             | Paradiskullen              | 228.5 pkt | 2.      | -3.0 pkt  | Jens Weißflog      |
| 10. | 25 marca 1989    | Planica                  | Srednija Velikanka         | 207.1 pkt | 3.      | -15.4 pkt | Jens Weißflog      |
| 11. | 3 grudnia 1989   | Thunder Bay              | Big Thunder                | 223.0 pkt | 3.      | -1.0 pkt  | Dieter Thoma       |
| 12. | 10 grudnia 1989  | Lake Placid              | MacKenzie Intervale K-120  | 236.6 pkt | 1.      | –         | –                  |
| 13. | 4 stycznia 1990  | Innsbruck                | Bergisel                   | 227.0 pkt | 1.      | –         | –                  |
| 14. | 9 lutego 1990    | Gstaad                   | Mattenschanze              | 204.6 pkt | 3.      | -5.2 pkt  | František Jež      |
| 15. | 11 lutego 1990   | Engelberg                | Gross-Titlis-Schanze       | 212.0 pkt | 1.      | –         | –                  |
| 16. | 3 marca 1990     | Lahti                    | Salpausselkä               | 223.5 pkt | 3.      | -8.5 pkt  | Franz Neuländtner  |
| 17. | 4 marca 1990     | Lahti                    | Salpausselkä               | 210.0 pkt | 3.      | -7.5 pkt  | Andreas Felder     |
| 18. | 11 marca 1990    | Sollefteå                | Hallstabacken              | 217.5 pkt | 2.      | -7.0 pkt  | Pavel Ploc         |
| 19. | 24 marca 1990    | Planica                  | Bloudkova velikanka        | 214.0 pkt | 2.      | -6.0 pkt  | Roberto Cecon      |
| 20. | 25 marca 1990    | Planica                  | Bloudkova velikanka        | 226.0 pkt | 1.      | –         | –                  |
| 21. | 1 grudnia 1990   | Lake Placid              | MacKenzie Intervale K-90   | 225.7 pkt | 2.      | -0.8 pkt  | Andreas Felder     |
| 22. | 9 grudnia 1990   | Thunder Bay              | Big Thunder                | 199.8 pkt | 3.      | -13.9 pkt | Andreas Felder     |
| 23. | 4 stycznia 1991  | Innsbruck                | Bergisel                   | 221.6 pkt | 1.      | –         | –                  |
| 24. | 6 stycznia 1991  | Bischofshofen            | Paul-Ausserleitner-Schanze | 216.7 pkt | 3.      | -9.1 pkt  | Andreas Felder     |
| 25. | 23 lutego 1991   | Tauplitz/Bad Mitterndorf | Kulm                       | 356.5 pkt | 2.      | -5.5 pkt  | Stefan Zünd        |
| 26. | 1 grudnia 1991   | Thunder Bay              | Normal Thunder             | 224.6 pkt | 2.      | -28.7 pkt | Toni Nieminen      |
| 27. | 11 marca 1992    | Trondheim                | Granåsen                   | 183.0 pkt | 3.      | -48.3 pkt | Toni Nieminen      |
| 28. | 21 stycznia 1995 | Sapporo                  | Miyanomori                 | 240.0 pkt | 3.      | -5.5 pkt  | Andreas Goldberger |
| 29. | 2 grudnia 1995   | Lillehammer              | Lysgårdsbakken             | 248.0 pkt | 2.      | -6.0 pkt  | Mika Laitinen      |
| 30. | 3 grudnia 1995   | Lillehammer              | Lysgårdsbakken             | 247.6 pkt | 3.      | -10.1 pkt | Janne Ahonen       |
| 31. | 8 grudnia 1995   | Villach                  | Villacher Alpenarena       | 243.5 pkt | 3.      | -5.0 pkt  | Masahiko Harada    |
| 32. | 12 grudnia 1995  | Predazzo                 | Trampolino Dal Ben         | 242.0 pkt | 2.      | -2.0 pkt  | Mika Laitinen      |
| 33. | 16 grudnia 1995  | Chamonix                 | Tremplin aux Bossons       | 229.5 pkt | 1.      | –         | –                  |
| 34. | 17 grudnia 1995  | Chamonix                 | Tremplin aux Bossons       | 224.5 pkt | 2.      | -8.5 pkt  | Hiroya Saitō       |
| 35. | 28 grudnia 1995  | Oberhof                  | Hans-Renner-Schanze        | 229.4 pkt | 2.      | -12.1 pkt | Mika Laitinen      |
| 36. | 6 stycznia 1996  | Bischofshofen            | Paul-Ausserleitner-Schanze | 235.9 pkt | 3.      | -15.3 pkt | Jens Weißflog      |
| 37. | 21 stycznia 1996 | Sapporo                  | Ōkurayama                  | 224.1 pkt | 1.      | –         | –                  |
| 38. | 28 stycznia 1996 | Zakopane                 | Wielka Krokiew             | 248.1 pkt | 3.      | -19.2 pkt | Andreas Goldberger |
| 39. | 10 lutego 1996   | Tauplitz/Bad Mitterndorf | Kulm                       | 344.7 pkt | 3.      | -12.3 pkt | Janne Ahonen       |
| 40. | 17 lutego 1996   | Iron Mountain            | Pine Mountain              | 236.0 pkt | 3.      | -13.6 pkt | Jens Weißflog      |
| 41. | 4 stycznia 1997  | Innsbruck                | Bergisel                   | 246.7 pkt | 3.      | -7.4 pkt  | Kazuyoshi Funaki   |
| 42. | 29 grudnia 1997  | Oberstdorf               | Schattenbergschanze        | 235.2 pkt | 3.      | -5.7 pkt  | Kazuyoshi Funaki   |

#### Miejsca w poszczególnych konkursachPucharu Świata
Do sezonu 1992/1993 obowiązywała inna punktacja za konkurs Pucharu Świata.
| Sezon 1985/1986                                                                        |             |             |                        |            |                        |                        |                        |                        |                        |                     |                |                |              |             |              |              |              |             |           |               |                     |         |           |         |           |         |        |        |        |        |        |        |        |        |        |
| Thunder Bay                                                                            | Thunder Bay | Lake Placid | Lake Placid            | Chamonix   | Oberstdorf             | Garmisch-Partenkirchen | Innsbruck              | Bischofshofen          | Harrachov              | Liberec             | Klingenthal    | Oberwiesenthal | Sapporo      | Sapporo     | Vikersund    | Vikersund    | Sankt Moritz | Gstaad      | Engelberg | Lahti         | Lahti               | Oslo    | Planica   | Planica | punkty    | punkty  | punkty | punkty | punkty | punkty | punkty | punkty | punkty |        |        |
| –                                                                                      | –           | –           | –                      | –          | 12                     | 34                     | 37                     | 40                     | –                      | –                   | –              | –              | –            | –           | –            | –            | –            | –           | –         | –             | –                   | –       | 9         | –       | 11        | 11      | 11     | 11     | 11     | 11     | 11     | 11     | 11     |        |        |
| Sezon 1986/1987                                                                        |             |             |                        |            |                        |                        |                        |                        |                        |                     |                |                |              |             |              |              |              |             |           |               |                     |         |           |         |           |         |        |        |        |        |        |        |        |        |        |
| Thunder Bay                                                                            | Thunder Bay | Lake Placid | Lake Placid            | Chamonix   | Oberstdorf             | Garmisch-Partenkirchen | Innsbruck              | Bischofshofen          | Szczyrbskie Jezioro    | Szczyrbskie Jezioro | Oberwiesenthal | Sapporo        | Sapporo      | Lahti       | Lahti        | Örnsköldsvik | Falun        | Planica     | Planica   | Raelingen     | Oslo                | punkty  | punkty    | punkty  | punkty    | punkty  | punkty | punkty | punkty | punkty |        |        |        |        |        |
| –                                                                                      | 9           | –           | –                      | –          | –                      | –                      | 13                     | –                      | 9                      | 3                   | –              | –              | –            | 1           | 19           | 1            | 4            | –           | –         | 6             | 2                   | 124     | 124       | 124     | 124       | 124     | 124    | 124    | 124    | 124    |        |        |        |        |        |
| Sezon 1987/1988                                                                        |             |             |                        |            |                        |                        |                        |                        |                        |                     |                |                |              |             |              |              |              |             |           |               |                     |         |           |         |           |         |        |        |        |        |        |        |        |        |        |
| Thunder Bay                                                                            | Thunder Bay | Lake Placid | Lake Placid            | Sapporo    | Sapporo                | Oberstdorf             | Garmisch-Partenkirchen | Innsbruck              | Bischofshofen          | Gallio              | Sankt Moritz   | Gstaad         | Engelberg    | Lahti       | Lahti        | Meldal       | Oslo         | Planica     | Planica   | punkty        | punkty              | punkty  | punkty    | punkty  | punkty    | punkty  | punkty | punkty |        |        |        |        |        |        |        |
| –                                                                                      | –           | –           | –                      | –          | –                      | –                      | –                      | –                      | –                      | –                   | –              | –              | –            | 6           | 4            | –            | 11           | 10          | 8         | 41            | 41                  | 41      | 41        | 41      | 41        | 41      | 41     | 41     |        |        |        |        |        |        |        |
| Sezon 1988/1989                                                                        |             |             |                        |            |                        |                        |                        |                        |                        |                     |                |                |              |             |              |              |              |             |           |               |                     |         |           |         |           |         |        |        |        |        |        |        |        |        |        |
| Thunder Bay                                                                            | Thunder Bay | Lake Placid | Lake Placid            | Sapporo    | Sapporo                | Oberstdorf             | Garmisch-Partenkirchen | Innsbruck              | Bischofshofen          | Liberec             | Harrachov      | Oberhof        | Oberhof      | Chamonix    | Oslo         | Örnsköldsvik | Harrachov    | Planica     | Planica   | punkty        | punkty              | punkty  | punkty    | punkty  | punkty    | punkty  | punkty | punkty |        |        |        |        |        |        |        |
| –                                                                                      | –           | –           | –                      | 12         | 2                      | –                      | –                      | 2                      | 2                      | 3                   | –              | –              | –            | –           | 6            | 2            | –            | 3           | 4         | 136           | 136                 | 136     | 136       | 136     | 136       | 136     | 136    | 136    |        |        |        |        |        |        |        |
| Sezon 1989/1990                                                                        |             |             |                        |            |                        |                        |                        |                        |                        |                     |                |                |              |             |              |              |              |             |           |               |                     |         |           |         |           |         |        |        |        |        |        |        |        |        |        |
| Thunder Bay                                                                            | Thunder Bay | Lake Placid | Lake Placid            | Sapporo    | Sapporo                | Oberstdorf             | Garmisch-Partenkirchen | Innsbruck              | Bischofshofen          | Harrachov           | Liberec        | Zakopane       | Sankt Moritz | Gstaad      | Engelberg    | Predazzo     | Predazzo     | Lahti       | Lahti     | Örnsköldsvik  | Sollefteå           | Raufoss | Planica   | Planica | punkty    | punkty  | punkty | punkty | punkty | punkty | punkty | punkty | punkty |        |        |
| 3                                                                                      | 7           | 8           | 1                      | -          | 15                     | 5                      | 8                      | 1                      | 9                      | -                   | 15             | 11             | 7            | 3           | 1            | 11           | 4            | 3           | 3         | 6             | 2                   | 4       | 2         | 1       | 289       | 289     | 289    | 289    | 289    | 289    | 289    | 289    | 289    |        |        |
| Sezon 1990/1991                                                                        |             |             |                        |            |                        |                        |                        |                        |                        |                     |                |                |              |             |              |              |              |             |           |               |                     |         |           |         |           |         |        |        |        |        |        |        |        |        |        |
| Lake Placid                                                                            | Lake Placid | Thunder Bay | Thunder Bay            | Sapporo    | Sapporo                | Oberstdorf             | Garmisch-Partenkirchen | Innsbruck              | Bischofshofen          | Oberhof             | Tauplitz       | Tauplitz       | Lahti        | Lahti       | Bollnaes     | Falun        | Trondheim    | Oslo        | Planica   | Planica       | Szczyrbskie Jezioro | punkty  | punkty    | punkty  | punkty    | punkty  | punkty | punkty | punkty | punkty |        |        |        |        |        |
| 2                                                                                      | 6           | 20          | 3                      | -          | -                      | 10                     | 24                     | 1                      | 3                      | -                   | 2              | 9              | 32           | 8           | 4            | 7            | 21           | 5           | -         | -             | 35                  | 158     | 158       | 158     | 158       | 158     | 158    | 158    | 158    | 158    |        |        |        |        |        |
| Sezon 1991/1992                                                                        |             |             |                        |            |                        |                        |                        |                        |                        |                     |                |                |              |             |              |              |              |             |           |               |                     |         |           |         |           |         |        |        |        |        |        |        |        |        |        |
| Thunder Bay                                                                            | Thunder Bay | Sapporo     | Sapporo                | Oberstdorf | Garmisch-Partenkirchen | Innsbruck              | Bischofshofen          | Predazzo               | Sankt Moritz           | Engelberg           | Oberstdorf     | Oberstdorf     | Lahti        | Lahti       | Örnsköldsvik | Trondheim    | Trondheim    | Oslo        | Harrachov | Planica       | punkty              | punkty  | punkty    | punkty  | punkty    | punkty  | punkty | punkty | punkty |        |        |        |        |        |        |
| 2                                                                                      | 8           | –           | –                      | 9          | 6                      | 26                     | 4                      | 2                      | 14                     | 13                  | –              | –              | 13           | 50          | –            | –            | 3            | 27          | –         | 15            | 81                  | 81      | 81        | 81      | 81        | 81      | 81     | 81     | 81     |        |        |        |        |        |        |
| Sezon 1992/1993                                                                        |             |             |                        |            |                        |                        |                        |                        |                        |                     |                |                |              |             |              |              |              |             |           |               |                     |         |           |         |           |         |        |        |        |        |        |        |        |        |        |
| Falun                                                                                  | Falun       | Ruhpolding  | Sapporo                | Sapporo    | Oberstdorf             | Garmisch-Partenkirchen | Innsbruck              | Bischofshofen          | Predazzo               | Tauplitz            | Tauplitz       | Lahti          | Lahti        | Lillehammer | Oslo         | Planica      | punkty       | punkty      | punkty    | punkty        | punkty              | punkty  | punkty    | punkty  | punkty    | punkty  | punkty | punkty | punkty |        |        |        |        |        |        |
| –                                                                                      | –           | –           | –                      | –          | –                      | –                      | –                      | –                      | 38                     | –                   | –              | 49             | 27           | –           | –            | –            | 0            | 0           | 0         | 0             | 0                   | 0       | 0         | 0       | 0         | 0       | 0      | 0      | 0      |        |        |        |        |        |        |
| Legenda (do sezonu 1992/93)                                                            |             |             |                        |            |                        |                        |                        |                        |                        |                     |                |                |              |             |              |              |              |             |           |               |                     |         |           |         |           |         |        |        |        |        |        |        |        |        |        |
| 1 2 3 4-10 11-15 poniżej 15 - – zawodnik nie wystartował lub zajął miejsce poniżej 15. |             |             |                        |            |                        |                        |                        |                        |                        |                     |                |                |              |             |              |              |              |             |           |               |                     |         |           |         |           |         |        |        |        |        |        |        |        |        |        |
| Sezon 1993/1994                                                                        |             |             |                        |            |                        |                        |                        |                        |                        |                     |                |                |              |             |              |              |              |             |           |               |                     |         |           |         |           |         |        |        |        |        |        |        |        |        |        |
| Planica                                                                                | Planica     | Predazzo    | Courchevel             | Engelberg  | Oberstdorf             | Garmisch-Partenkirchen | Innsbruck              | Bischofshofen          | Murau                  | Liberec             | Liberec        | Sapporo        | Sapporo      | Lahti       | Örnsköldsvik | Planica      | Thunder Bay  | Thunder Bay | punkty    | punkty        | punkty              | punkty  | punkty    | punkty  | punkty    | punkty  | punkty | punkty | punkty | punkty | punkty |        |        |        |        |
| 11                                                                                     | 18          | 47          | 22                     | 34         | -                      | 20                     | 43                     | 12                     | 21                     | 9                   | 16             | -              | -            | 4           | 24           | -            | 6            | 7           | 266       | 266           | 266                 | 266     | 266       | 266     | 266       | 266     | 266    | 266    | 266    | 266    | 266    |        |        |        |        |
| Sezon 1994/1995                                                                        |             |             |                        |            |                        |                        |                        |                        |                        |                     |                |                |              |             |              |              |              |             |           |               |                     |         |           |         |           |         |        |        |        |        |        |        |        |        |        |
| Planica                                                                                | Planica     | Oberstdorf  | Garmisch-Partenkirchen | Innsbruck  | Bischofshofen          | Willingen              | Engelberg              | Engelberg              | Sapporo                | Sapporo             | Lahti          | Lahti          | Kuopio       | Falun       | Falun        | Lillehammer  | Oslo         | Vikersund   | Vikersund | Oberstdorf    | punkty              | punkty  | punkty    | punkty  | punkty    | punkty  | punkty | punkty | punkty |        |        |        |        |        |        |
| 19                                                                                     | 9           | 4           | 6                      | 8          | 7                      | 11                     | 7                      | 5                      | 3                      | 15                  | 29             | 27             | 9            | 15          | 13           | 5            | -            | 10          | 6         | 21            | 572                 | 572     | 572       | 572     | 572       | 572     | 572    | 572    | 572    |        |        |        |        |        |        |
| Sezon 1995/1996                                                                        |             |             |                        |            |                        |                        |                        |                        |                        |                     |                |                |              |             |              |              |              |             |           |               |                     |         |           |         |           |         |        |        |        |        |        |        |        |        |        |
| Lillehammer                                                                            | Lillehammer | Villach     | Planica                | Predazzo   | Chamonix               | Chamonix               | Oberhof                | Oberstdorf             | Garmisch-Partenkirchen | Innsbruck           | Bischofshofen  | Engelberg      | Engelberg    | Sapporo     | Sapporo      | Zakopane     | Zakopane     | Tauplitz    | Tauplitz  | Iron Mountain | Iron Mountain       | Kuopio  | Lahti     | Lahti   | Harrachov | Falun   | Oslo   | punkty |        |        |        |        |        |        |        |
| 2                                                                                      | 3           | 3           | 13                     | 2          | 1                      | 2                      | 2                      | 5                      | 6                      | 5                   | 3              | 14             | 7            | 4           | 1            | 4            | 3            | 3           | 15        | 3             | 5                   | 18      | 13        | 7       | 13        | 10      | 11     | 1384   |        |        |        |        |        |        |        |
| Sezon 1996/1997                                                                        |             |             |                        |            |                        |                        |                        |                        |                        |                     |                |                |              |             |              |              |              |             |           |               |                     |         |           |         |           |         |        |        |        |        |        |        |        |        |        |
| Lillehammer                                                                            | Lillehammer | Ruka        | Ruka                   | Harrachov  | Harrachov              | Oberstdorf             | Garmisch-Partenkirchen | Innsbruck              | Bischofshofen          | Engelberg           | Engelberg      | Sapporo        | Sapporo      | Hakuba      | Willingen    | Willingen    | Tauplitz     | Tauplitz    | Lahti     | Kuopio        | Falun               | Oslo    | Planica   | Planica | punkty    | punkty  | punkty | punkty | punkty | punkty | punkty | punkty | punkty |        |        |
| 8                                                                                      | 11          | 5           | 4                      | 15         | 17                     | 13                     | 4                      | 3                      | 17                     | 6                   | 11             | 13             | 44           | 11          | -            | -            | -            | -           | 28        | 41            | 21                  | 14      | -         | -       | 464       | 464     | 464    | 464    | 464    | 464    | 464    | 464    | 464    |        |        |
| Sezon 1997/1998                                                                        |             |             |                        |            |                        |                        |                        |                        |                        |                     |                |                |              |             |              |              |              |             |           |               |                     |         |           |         |           |         |        |        |        |        |        |        |        |        |        |
| Lillehammer                                                                            | Lillehammer | Predazzo    | Villach                | Harrachov  | Engelberg              | Engelberg              | Oberstdorf             | Garmisch-Partenkirchen | Innsbruck              | Bischofshofen       | Ramsau         | Zakopane       | Zakopane     | Oberstdorf  | Oberstdorf   | Sapporo      | Vikersund    | Vikersund   | Kuopio    | Lahti         | Lahti               | Falun   | Trondheim | Oslo    | Planica   | Planica | punkty | punkty | punkty | punkty | punkty | punkty | punkty | punkty | punkty |
| 13                                                                                     | 13          | 19          | 33                     | 19         | -                      | -                      | 3                      | 44                     | 14                     | 32                  | 19             | 24             | 13           | -           | -            | 12           | 38           | 32          | 21        | 41            | 31                  | -       | -         | -       | -         | -       | 213    | 213    | 213    | 213    | 213    | 213    | 213    | 213    | 213    |
| Legenda                                                                                |             |             |                        |            |                        |                        |                        |                        |                        |                     |                |                |              |             |              |              |              |             |           |               |                     |         |           |         |           |         |        |        |        |        |        |        |        |        |        |
| 1 2 3 4-10 11-30 poniżej 30 - – zawodnik nie wystartował lub nie zakwalifikował się    |             |             |                        |            |                        |                        |                        |                        |                        |                     |                |                |              |             |              |              |              |             |           |               |                     |         |           |         |           |         |        |        |        |        |        |        |        |        |        |

#### Miejsca w poszczególnych konkursach drużynowychPucharu Świata
| Sezon 1991/1992                                  | Sezon 1991/1992 | Sezon 1991/1992 | Sezon 1991/1992 | Sezon 1991/1992 | Sezon 1991/1992 | Sezon 1991/1992 | Sezon 1991/1992 | Predazzo K120   | Planica K120 |
| Sezon 1991/1992                                  | Sezon 1991/1992 | Sezon 1991/1992 | Sezon 1991/1992 | Sezon 1991/1992 | Sezon 1991/1992 | Sezon 1991/1992 | Sezon 1991/1992 | 2               | 3            |
| Legenda                                          |                 |                 |                 |                 |                 |                 |                 |                 |              |
| 1 2 3 poniżej 3 - – zawodnik nie wystartował     |                 |                 |                 |                 |                 |                 |                 |                 |              |
| Sezon 1994/1995                                  | Sezon 1994/1995 | Sezon 1994/1995 | Sezon 1994/1995 | Sezon 1994/1995 | Sezon 1994/1995 | Sezon 1994/1995 | Sezon 1994/1995 | Sezon 1994/1995 | Lahti K114   |
| Sezon 1994/1995                                  | Sezon 1994/1995 | Sezon 1994/1995 | Sezon 1994/1995 | Sezon 1994/1995 | Sezon 1994/1995 | Sezon 1994/1995 | Sezon 1994/1995 | Sezon 1994/1995 | 1            |
| Sezon 1995/1996                                  | Sezon 1995/1996 | Sezon 1995/1996 | Sezon 1995/1996 | Sezon 1995/1996 | Sezon 1995/1996 | Planica K120    | Trondheim K120  | Lahti K114      | Oslo K110    |
| Sezon 1995/1996                                  | Sezon 1995/1996 | Sezon 1995/1996 | Sezon 1995/1996 | Sezon 1995/1996 | Sezon 1995/1996 | 1               | 1               | 4               | 4            |
| Sezon 1996/1997                                  | Sezon 1996/1997 | Sezon 1996/1997 | Sezon 1996/1997 | Sezon 1996/1997 | Sezon 1996/1997 | Sezon 1996/1997 | Sezon 1996/1997 | Sezon 1996/1997 | Lahti K114   |
| Sezon 1996/1997                                  | Sezon 1996/1997 | Sezon 1996/1997 | Sezon 1996/1997 | Sezon 1996/1997 | Sezon 1996/1997 | Sezon 1996/1997 | Sezon 1996/1997 | Sezon 1996/1997 | 1            |
| Legenda                                          |                 |                 |                 |                 |                 |                 |                 |                 |              |
| 1 2 3 4-6 poniżej 6 - – zawodnik nie wystartował |                 |                 |                 |                 |                 |                 |                 |                 |              |

### Puchar Świata w lotach narciarskich

#### Miejsca w klasyfikacji generalnej
- sezon 1990/1991: 8.
- sezon 1994/1995: 10.
- sezon 1995/1996: 5.

#### Turniej Czterech Skoczni

##### Miejsca w klasyfikacji generalnej
- 1985/1986 – 19.
- 1986/1987 – 31.
- 1988/1989 – 30.
- 1989/1990 – 5.
- 1990/1991 – 6.
- 1991/1992 – 8.
- 1993/1994 – 30.
- 1994/1995 – 4.
- 1995/1996 – 2.
- 1996/1997 – 6.
- 1997/1998 – 20.

#### Turniej Nordycki(Skandynawski)

##### Miejsca w klasyfikacji generalnej
- 1997 – 22.
- 1998 – 59.

### Letnie Grand Prix

#### Miejsca w klasyfikacji generalnej
- 1994 – 2.
- 1995 – 3.
- 1996 – 1.
- 1997 – 23.

#### Miejsca na podium chronologicznie
1. Predazzo – 1 września 1994 (3. miejsce)
2. Stams – 5 września 1994 (3. miejsce)
3. Trondheim – 18 sierpnia 1996 (1. miejsce)
4. Oberhof – 21 sierpnia 1996 (2. miejsce)
5. Hinterzarten – 25 sierpnia 1996 (1. miejsce)
6. Predazzo – 28 sierpnia 1996 (2. miejsce)

#### Miejsca w poszczególnych konkursachLGP
W 1994 i 1995 roku sumowano punkty za wszystkie skoki (tak jak np. w TCS)
| 1994                                                                                |           |              |          |        |        |        |        |        |        |        |        |
| Hinterzarten                                                                        | Predazzo  | Stams        | punkty   | punkty | punkty | punkty | punkty | punkty | punkty | punkty |        |
| 4                                                                                   | 3         | 3            | 693,9    | 693,9  | 693,9  | 693,9  | 693,9  | 693,9  | 693,9  | 693,9  |        |
| 1995                                                                                |           |              |          |        |        |        |        |        |        |        |        |
| Kuopio                                                                              | Trondheim | Hinterzarten | Stams    | punkty | punkty | punkty | punkty | punkty | punkty | punkty | punkty |
| 6                                                                                   | 16        | 10           | 5        | 935,6  | 935,6  | 935,6  | 935,6  | 935,6  | 935,6  | 935,6  | 935,6  |
| 1996                                                                                |           |              |          |        |        |        |        |        |        |        |        |
| Trondheim                                                                           | Oberhof   | Hinterzarten | Predazzo | Stams  | punkty |        |        |        |        |        |        |
| 1                                                                                   | 2         | 1            | 2        | 5      | 405    |        |        |        |        |        |        |
| 1997                                                                                |           |              |          |        |        |        |        |        |        |        |        |
| Courchevel                                                                          | Trondheim | Hinterzarten | Predazzo | Stams  | punkty |        |        |        |        |        |        |
| -                                                                                   | 6         | 27           | 43       | 22     | 53     |        |        |        |        |        |        |
| Legenda                                                                             |           |              |          |        |        |        |        |        |        |        |        |
| 1 2 3 4-10 11-30 poniżej 30 - – zawodnik nie wystartował lub nie zakwalifikował się |           |              |          |        |        |        |        |        |        |        |        |